# Basileios I.

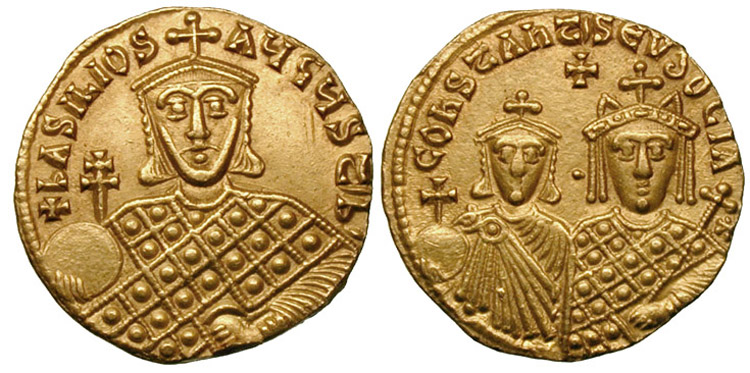
Basileios, sein Sohn Konstantin und seine zweite Frau Eudokia Ingerina

Basileios I. der Makedonier (mittelgriechisch Βασίλειος Αʹ ὁ Μακεδών Vasílios I. ho Makedón, lateinisch Basilius I. Macedonicus, * um 812; † 29. August 886) war byzantinischer Kaiser von 867 bis 886.

## Leben
Basileios entstammte einer armenisch-griechischen Familie, die sich in dem byzantinischen Thema Makedonien niedergelassen hatte. Er verbrachte einen Teil seiner Kindheit in Bulgarien, wo seine Familie seit 813 als Gefangene des bulgarischen Fürsten Krum gelebt hatte. Ihm gelang die Flucht und die Aufnahme als Stallknecht in den Dienst des Theophilitzes, einem Verwandten von Bardas, dem Onkel des Kaisers Michael III. Bei einem Besuch der Stadt Patras lernte er die reiche Witwe Danielis kennen, die ihn in ihrem Haushalt aufnahm und unterstützte. Auch fiel er dem Kaiser auf, als er einen Ringerwettkampf gewann, und wurde bald dessen Begleiter und Leibwächter (Parakoimomenios, siehe Ämter und Titel im byzantinischen Reich).
Um Michaels Gunst zu erhalten, ließ er sich von seiner Frau Maria, mit der er u. a. den Sohn Konstantin (* um 865; † 3. September 879) hatte, scheiden und heiratete Eudokia Ingerina, eine von Michaels Mätressen. Es wird angenommen, dass Leo VI., Basileios’ Sohn und Nachfolger, tatsächlich der Sohn Michaels war.
Basileios ermordete – mit Zustimmung des Kaisers – im April 866 den Kaisar Bardas, der das Reich in Michaels Namen regiert hatte. Am 26. Mai 866 wurde er zum Mitkaiser gekrönt, während der an dem Attentat beteiligte Schwiegersohn Bardas’, Symbatios, leer ausging. Im September 867 tötete Basileios auch Michael III., beseitigte den Rivalen Basiliskianos und bestieg selbst den Thron.

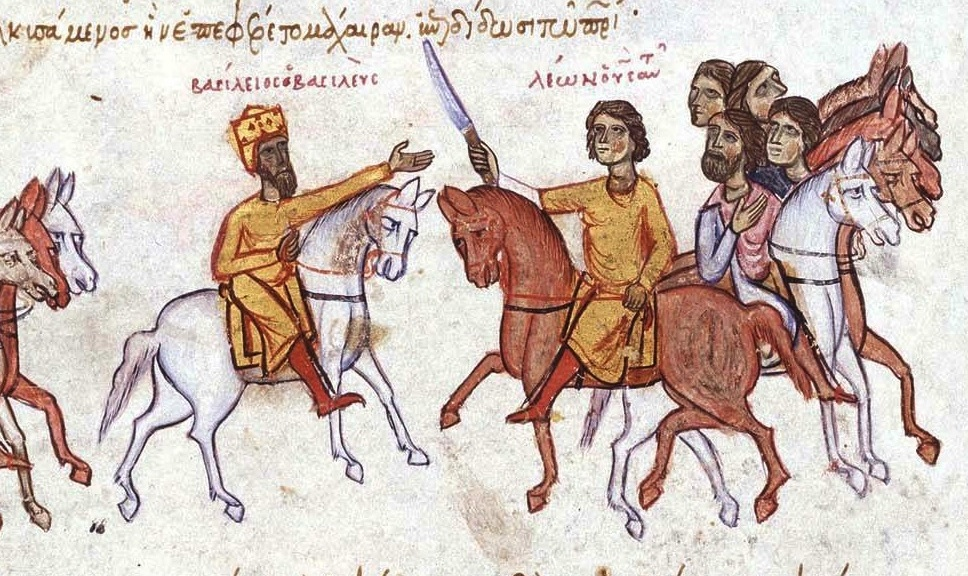
Basileios I. und sein Sohn Leo VI.

Mit der von ihm gegründeten Dynastie begann auch ein neues Zeitalter im Byzantinischen Reich. Sie wird üblicherweise die Makedonische Dynastie genannt, obwohl es korrekter wäre, sie Armenisch-griechische Dynastie zu nennen. Diese Zeit war eine Periode territorialer Expansion, in der das Kaiserreich die stärkste Macht in Europa war.
Aufgrund seiner umfangreichen gesetzgeberischen Tätigkeit, die als Wiedererweckung des justinianischen Rechts beschrieben werden kann, wird er oft der zweite Justinian genannt. Auf Basileios’ Gesetze geht die Basiliká („königliche“) genannte Gesetzessammlung in 60 Büchern zurück, die von seinem Nachfolger Leo VI. vollendet und in Kraft gesetzt wurde. Außerdem veranlasste Basileios die Erstellung von zwei kleineren Werken, die als Procheiron und Epanagoge bekannt sind.
Basileios’ Finanzgebaren war zurückhaltend. Seine Kirchenpolitik ist durch gute Beziehungen zu Rom gekennzeichnet. Eine seiner ersten Handlungen war 867 die Verbannung des Patriarchen Photios I., der für die Unabhängigkeit der byzantinischen Kirche kämpfte, und die Wiedereinsetzung seines Rivalen Ignatios I., dessen Ansprüche von Papst Hadrian II. unterstützt wurden. Basileios hatte jedoch keine Absicht, Rom über einen bestimmten Punkt hinaus nachzugeben. Die Entscheidung des bulgarischen Zaren Boris I., die neue bulgarische Kirche der Jurisdiktion Konstantinopels zu unterstellen, war ein Affront gegenüber Rom, das dies für sich selbst erwartet hatte. 877 wurde Photios erneut als Patriarch eingesetzt, was gewissermaßen den Bruch mit Rom darstellte – den entscheidenden Schritt in dem Konflikt, der zum Morgenländischen Schisma und letztendlich der Trennung zwischen der katholischen und der orthodoxen Kirche führte.

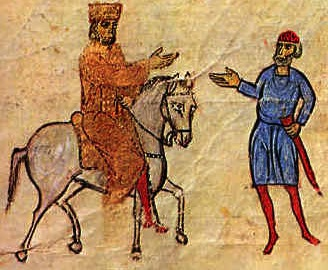
Basileios I. in der Chronik des Johannes Skylitzes

In die Herrschaftszeit von Basileios I. fiel ein mühseliger Krieg gegen die Paulikianer, den ihm sein Vorgänger hinterlassen hatte. Der Tod ihres militärischen Führers Johannes Chrysocheir und die Eroberung der Stadt Tephrike durch Basileios I. führte 872 zur endgültigen Vernichtung der Paulikianer, die durch ein Zweckbündnis mit dem Kalifen von Bagdad zu einer ernsten Bedrohung für das Byzantinische Reich geworden waren. Des Weiteren erkannte er 885 das armenische Reich des Bagratiden Aschot I. an. Schließlich gab es den „üblichen Grenzkrieg“ mit den Arabern. Zypern wurde zurückerobert, konnte aber nur sieben Jahre gehalten werden. Syrakus ging verloren, Bari und große Teile Kalabriens wurden zurückerobert. Die Erfolge in Italien führten dort zu einer neuen Periode byzantinischer Dominanz. Vor allem aber waren die Byzantiner wieder die Herren des Mittelmeers, insbesondere der Adria.
Basileios regierte 19 Jahre. Sein Tod im August 886 ist auf ein Fieber zurückzuführen, das er sich nach einem schweren Jagdunfall zuzog, bei dem sich sein Gürtel im Geweih eines Hirschs verfing und er von seinem Pferd gezogen wurde. Er wurde von einem Diener gerettet, der ihn mit einem Messer losschnitt. Basileios verdächtigte diesen jedoch, ihn ermorden zu wollen, und ließ den Diener hinrichten, kurz bevor er selbst starb.